# Ірбітський міський округ (Піонерський)
Ірбі́тський міський округ (рос. Ирбитский городской округ) — адміністративна одиниця Свердловської області Російської Федерації.
Адміністративний центр — селище міського типу Піонерський.

## Населення
Населення міського округу становить 28326 осіб (2018; 30331 у 2010, 33350 у 2002).

## Склад
До складу міського округу входять 103 населених пункти, які утворюють 22 територіальних відділи адміністрації:
| Населений пункт                       | Населення, осіб (2002) | Населення, осіб (2010) |
| ------------------------------------- | ---------------------- | ---------------------- |
| Бердюгінський територіальний відділ   |                        |                        |
| Бердюгіна, присілок                   | 650                    | 635                    |
| Вітерок, селище                       | 55                     | 34                     |
| Волково, село                         | 283                    | 259                    |
| Крива, присілок                       | 28                     | 26                     |
| Кубай, присілок                       | 0                      | 0                      |
| Піневка, присілок                     | 87                     | 82                     |
| Трубина, присілок                     | 57                     | 36                     |
| Філина, присілок                      | 10                     | 2                      |
| Гайовський територіальний відділ      |                        |                        |
| Гайова, присілок                      | 517                    | 535                    |
| Дорожний, селище                      | 90                     | 85                     |
| Єрзовка, присілок                     | 8                      | 40                     |
| Кекур, присілок                       | 354                    | 361                    |
| Кокшаріха, присілок                   | 94                     | 88                     |
| Лісний, селище                        | 143                    | 127                    |
| Мордяшиха, присілок                   | 32                     | 51                     |
| Рябиновий, селище                     | 337                    | 364                    |
| Спутник, селище                       | 347                    | 331                    |
| Горкинський територіальний відділ     |                        |                        |
| Горки, село                           | 951                    | 860                    |
| Крутихінське, село                    | 232                    | 174                    |
| Лаптєва, присілок                     | 263                    | 242                    |
| Дубський територіальний відділ        |                        |                        |
| Азева, присілок                       | 43                     | 47                     |
| Бархати, присілок                     | 12                     | 7                      |
| Бузина, присілок                      | 58                     | 61                     |
| Гуні, присілок                        | 133                    | 133                    |
| Дубська, присілок                     | 884                    | 879                    |
| Косарі, присілок                      | 61                     | 61                     |
| Ліханова, присілок                    | 7                      | 23                     |
| Шипова, присілок                      | 18                     | 12                     |
| Юдіна, присілок                       | 69                     | 32                     |
| Зайковський територіальний відділ     |                        |                        |
| Зайково, селище                       | 4810                   | 4344                   |
| Молокова, присілок                    | 139                    | 50                     |
| Знаменський територіальний відділ     |                        |                        |
| Велика Звірева, присілок              | 179                    | 161                    |
| Великий Комиш, присілок               | 232                    | 201                    |
| Знаменське, село                      | 784                    | 683                    |
| Мала Звірева, присілок                | 39                     | 35                     |
| Ольховка, присілок                    | 17                     | 8                      |
| Кілачовський територіальний відділ    |                        |                        |
| Білослудське, село                    | 337                    | 298                    |
| Кілачовське, село                     | 1154                   | 1111                   |
| Первомайська, присілок                | 185                    | 142                    |
| Чорноріцьке, село                     | 435                    | 421                    |
| Шарапова, присілок                    | 130                    | 102                    |
| Кіргинський територіальний відділ     |                        |                        |
| Велика Мількова, присілок             | 54                     | 40                     |
| Кірга, село                           | 649                    | 614                    |
| Мис, присілок                         | 0                      | 0                      |
| Нижня, присілок                       | 235                    | 177                    |
| Ключівський територіальний відділ     |                        |                        |
| Дев'яшина, присілок                   | 114                    | 87                     |
| Ключі, село                           | 669                    | 608                    |
| Кур'їнка, присілок                    | 35                     | 25                     |
| Кур'їнський, селище                   | 355                    | 296                    |
| Лопатковський територіальний відділ   |                        |                        |
| Лопатково, селище                     | 669                    | 470                    |
| Ніцинський територіальний відділ      |                        |                        |
| Єремина, присілок                     | 209                    | 160                    |
| Ніцинське, село                       | 482                    | 428                    |
| Соколовський, селище                  | 2                      | 0                      |
| Чувашева, присілок                    | 2                      | 0                      |
| Чусовітіна, присілок                  | 2                      | 0                      |
| Новгородовський територіальний відділ |                        |                        |
| Березовка, присілок                   | 117                    | 132                    |
| Мала Річкалова, присілок              | 106                    | 80                     |
| Новгородова, присілок                 | 509                    | 453                    |
| Осинцевський територіальний відділ    |                        |                        |
| Неустроєва, присілок                  | 138                    | 101                    |
| Осинцевське, село                     | 483                    | 402                    |
| Ретньова, присілок                    | 496                    | 448                    |
| Скородумське, село                    | 384                    | 322                    |
| Піонерський територіальний відділ     |                        |                        |
| Мельникова, присілок                  | 461                    | 486                    |
| Піонерський, селище міського типу     | 3186                   | 3104                   |
| П'янковський територіальний відділ    |                        |                        |
| Велика Кочовка, присілок              | 437                    | 421                    |
| П'янково, село                        | 529                    | 509                    |
| Річкаловський територіальний відділ   |                        |                        |
| Річкалова, присілок                   | 881                    | 884                    |
| Симанова, присілок                    | 222                    | 196                    |
| Руднівський територіальний відділ     |                        |                        |
| Борова, присілок                      | 98                     | 89                     |
| Кокуй, присілок                       | 52                     | 51                     |
| Рудне, село                           | 393                    | 386                    |
| Соколова, присілок                    | 84                     | 65                     |
| Удінцева, присілок                    | 138                    | 108                    |
| Стриганський територіальний відділ    |                        |                        |
| Анохинське, село                      | 206                    | 163                    |
| Мостова, присілок                     | 240                    | 192                    |
| Першина, присілок                     | 203                    | 173                    |
| Стриганське, село                     | 597                    | 436                    |
| Фоминський територіальний відділ      |                        |                        |
| Бобровка, присілок                    | 9                      | 12                     |
| Буланова, присілок                    | 201                    | 189                    |
| Іваніщева, присілок                   | 15                     | 12                     |
| Кирилова, присілок                    | 218                    | 228                    |
| Смолокурка, селище                    | 0                      | 0                      |
| Фомина, присілок                      | 739                    | 699                    |
| ащина, присілок                       | 182                    | 191                    |
| Чусовляни, присілок                   | 322                    | 285                    |
| Шмакова, присілок                     | 80                     | 94                     |
| Харловський територіальний відділ     |                        |                        |
| Ваганова, присілок                    | 14                     | 12                     |
| Галішева, присілок                    | 155                    | 139                    |
| Зубриліна, присілок                   | 33                     | 38                     |
| Прядеїна, присілок                    | 162                    | 113                    |
| Сосновка, присілок                    | 173                    | 141                    |
| Харловське, село                      | 602                    | 517                    |
| Черновський територіальний відділ     |                        |                        |
| Безсонова, присілок                   | 194                    | 176                    |
| Большедворова, присілок               | 107                    | 106                    |
| Вяткіна, присілок                     | 6                      | 1                      |
| Єремина, село                         | 10                     | 12                     |
| Королі, присілок                      | 22                     | 6                      |
| Коростельова, присілок                | 125                    | 141                    |
| Малахова, присілок                    | 77                     | 69                     |
| Нікітина, присілок                    | 258                    | 223                    |
| Черновське, село                      | 820                    | 791                    |
| Чубаровське, село                     | 376                    | 346                    |
| Шушаріна, присілок                    | 22                     | 19                     |
| Якшинський територіальний відділ      |                        |                        |
| Буланова, село                        | 101                    | 65                     |
| Шмаковське, село                      | 191                    | 124                    |
| Якшина, присілок                      | 435                    | 333                    |

- 12 жовтня 2015 року були ліквідовані присілок Мис, селища Смолокурка та Соколовський[6].

## Найбільші населені пункти
| № | Населений пункт | Населення, осіб (2002) | Населення, осіб (2010) |
| - | --------------- | ---------------------- | ---------------------- |
| 1 | Зайково         | 4 840                  | 4 344                  |
| 2 | Піонерський     | 3 186                  | 3 104                  |
| 3 | Кілачовське     | 1 154                  | 1 111                  |